# Парк из липы Кавказской
Парк из липы Кавказской — памятник природы, расположенный в центре села Ведено на правом берегу реки Ахкичу на территории бывшей крепости. Заложен солдатами Куринского полка в середине XIX века. Высота деревьев доходит до 37 м, диаметр до 85 см и возраст более 150 лет. Прежде парк занимал бо́льшую площадь. До настоящего времени на площади 0,4 га сохранилось 77 деревьев. Парк обнесён ажурной металлической изгородью.